# 권력 엘리트
권력 엘리트(The Power Elite, 더 파워 엘리트)는 사회학자 찰스 라이트 밀스(C. Wright Mills)가 1956년에 쓴 책이다. 여기서 밀스는 사회의 군사, 기업, 정치 요소 지도자들의 서로 얽힌 이해관계에 주의를 환기시키고 현대의 일반 시민은 해당 세 기관의 조작 대상이 될 정도로 상대적으로 무력한 존재라고 이야기한다.

## 배경
이 책은 밀스의 1951년 저작인 "화이트 칼라: 미국 중산층"(White Collar: The American Middle Classes)과 대응되는 책으로, 당시 미국 사회에서 중급관리직의 역할이 커지는 것을 조사했다. 이 책의 주된 영감은 1942년 프란츠 레오폴드 노이만의 저서 "베헤모스: 국가사회주의의 구조와 실천"(Behemoth: The Structure and Practice of National Socialism)에서 나치즘이 어떻게 독일과 같은 민주주의 국가에서 권력의 위치에 올랐는지에 대한 연구이다. 베헤모스는 밀스에 큰 영향을 미쳤다.

## 같이 보기
- 과두제의 철칙
- 대중사회
- 군산 복합체
- 신좌파
- 권력
- 소외